# Райхер, Борис Иосифович
Борис Иосифович Ра́йхер (1910—1956) — советский врач-эпидемиолог.

## Биография
Родился в 1910 году в Двинске (ныне Даугавпилс, Латвия), в семье Иосифа Меер-Лейбовича Райхера (1877—?), уроженца Вильны, и Юдис Файтель-Элевны Таубкиной (1880—?), родом из Дриссы. Родители заключили брак там же 18 сентября 1906 года.
В 1931 году окончил 1-й ЛМИ, работал санитарным врачом в Нижнем Тагиле.
С 1938 года доцент кафедры микробиологии, зав. кафедрой эпидемиологии Молотовского ГМИ.
Во время войны вместе с профессором А. В. Пшеничновым создал вакцину против сыпного тифа.
Доктор медицинских наук, профессор.
Умер в 1956 году. Похоронен в Молотове (ныне Пермь) на Егошихинском кладбище.

## Награды и премии
- Сталинская премия третьей степени (1946) — за разработку нового метода изготовления вакцины против сыпного тифа